# Филип Кокю
Филип Йон Вилиам Кокю (първите три имена на нидерландски, фамилията на френски: Phillip John William Cocu, произношение, на български фамилията се среща погрешно като Коку като немска транскрипция) е бивш нидерландски футболист. Играл е като полузащитник. За последно е старши треньор на Дарби Каунти.

## Клубна кариера
Дебютира през 1988 г. в АЗ Алкмаар. След това играе и във Витес, но е дебюта си чупи десния си крак. След като се възстановява помага на клуба да се класира за Купата на УЕФА. Аякс Амстердам се опитва да го привлече, но в крайна сметка той отива в другия нидерландски гранд ПСВ. Докато играе за ПСВ, Коку успява да спечели шампионската титла.
Изиграва 95 мача, в които вкарва 35 гола. През 1998 г. е закупен от Барселона, заедно със съотборника си Баудевейн Зенден. Тогава треньор е сънародника му Луис ван Гаал. По това време в състава има много холандци – братята де Бур, Михаел Райзингер, Марк Овермарс и други. Коку се задържа най-дълго от тях – 6 сезона. В „Барса“ играе предимно на позицията централен защитник. Става един от най-важните играчи на испанския гранд. Коку е и чужденецът с най-много мачове за испанския тим. Той е един от малкото чужденци, ставали капитани на отбора.
През 2004 г. Филип отказва да подпише нов договор с каталунците и се връща в ПСВ Айндховен. През февруари 2005 е награден от президента на Барселона Жоан Лапорта, като знак на блаогдарност за вярната му служба в Барса. Същата година помага на ПСВ да достигнат полуфинал на шампионската лига. Коку е избран и за капитан на ПСВ. Той е част от „златният триъгълник“ на ПСВ, заедно с Марк ван Бомел и Йохан Фогел.
В средата на 2007 г. отива да играе за ФК Ал-Джазира от ОАЕ. Там играе един сезон, а след това прекратява кариерата си. В негова чест е организиран прощален мач между ПСВ и сборен отбор от приятели на Коку, в който участват Марк ван Бомел, Денис Бергкамп, Патрик Клуйверт, Яп Стам и други.

## Национален отбор
Кокю играе в националния тим на Нидерландия от 1996 до 2006, като има 101 мача и 10 гола.
На 24 април 1996 година дебютира за Нидерландия в мач срещу Германия. Участник на Евро 1996, а 2 години по-късно и на световното във Франция. Там той играе на различни позиции, като на полуфинала срещу Бразилия дори е използван като ляв бек. През 2004 е капитан на отбора, но след идването на Марко ван Бастен на треньорския пост капитан става Едвин ван дер Саар. Все пак Филип остава втори капитан. Отказва се от националния отбор след Мондиал 2006.

## Като треньор
От 2009 е помощник-треньор на ПСВ и националният отбор на Нидерландия. От март 2012 е временен треньор на ПСВ, изпълнявайки тази функция до края на сезон 2011/12. Печели купата на страната с ПСВ. През сезон 2012/13 е помощник на Дик Адвокаат, а след напускането на Адвокаат отново е старши треньор на отбора.
От 2018 г. е треньор на Фенербахче, за кратък период и съкратен през октомври.
На 5 юли 2019 г. е поканен като старши треньор на Дарби Каунти, като наследява поста на Франк Лампард. На 14 ноември 2020 година след незадоволителни резултати и последно място в класирането, Дарби и Филип Коку се разделят по взаимно съгласие.

## Успехи
- Шампион на Нидерландия – 1997, 2005, 2006, 2007
- Шампион на Испания – 1999
- Купа на Нидерландия – 1996, 1997
- Суперкупа на Европа – 1998
- Суперкупа на Нидерландия – 1996, 1997
- Шампион на ОАЕ – 2007